# Snick Pass
Snick Pass är ett bergspass i Antarktis. Det ligger i Västantarktis. Argentina, Chile och Storbritannien gör anspråk på området. Snick Pass ligger 1 148 meter över havet.
Terrängen runt Snick Pass är kuperad norrut, men söderut är den platt. Trakten är obefolkad. Det finns inga samhällen i närheten.